# Beizen (Pflanzenschutz)

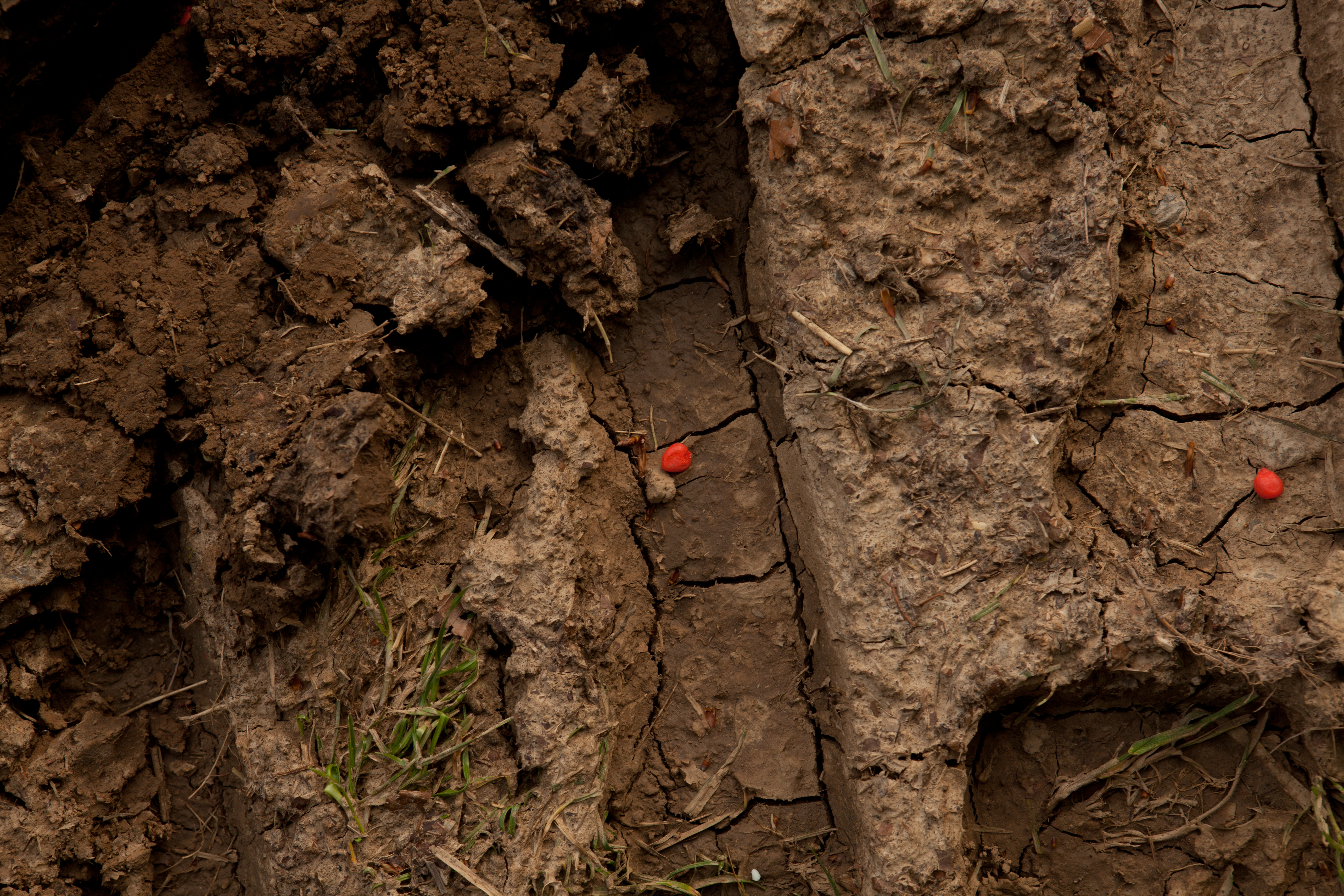
Beize an Maiskörnern, von Natur aus sind sie gelb, die Beize ist durch Farbstoff wahrnehmbar

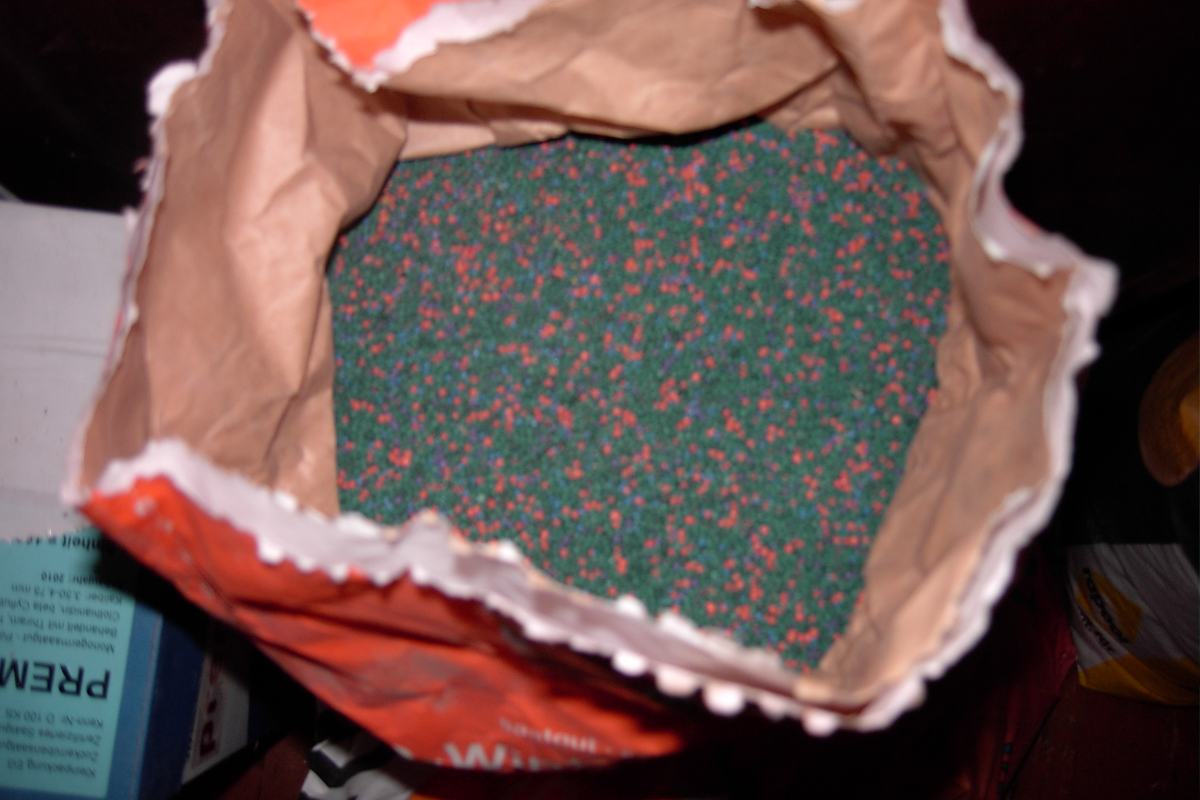
Rapssaatgut, von Natur aus schwarz, färben die Züchter in ihren jeweiligen Farben, hier wurden Reste verschiedener Züchter gemischt

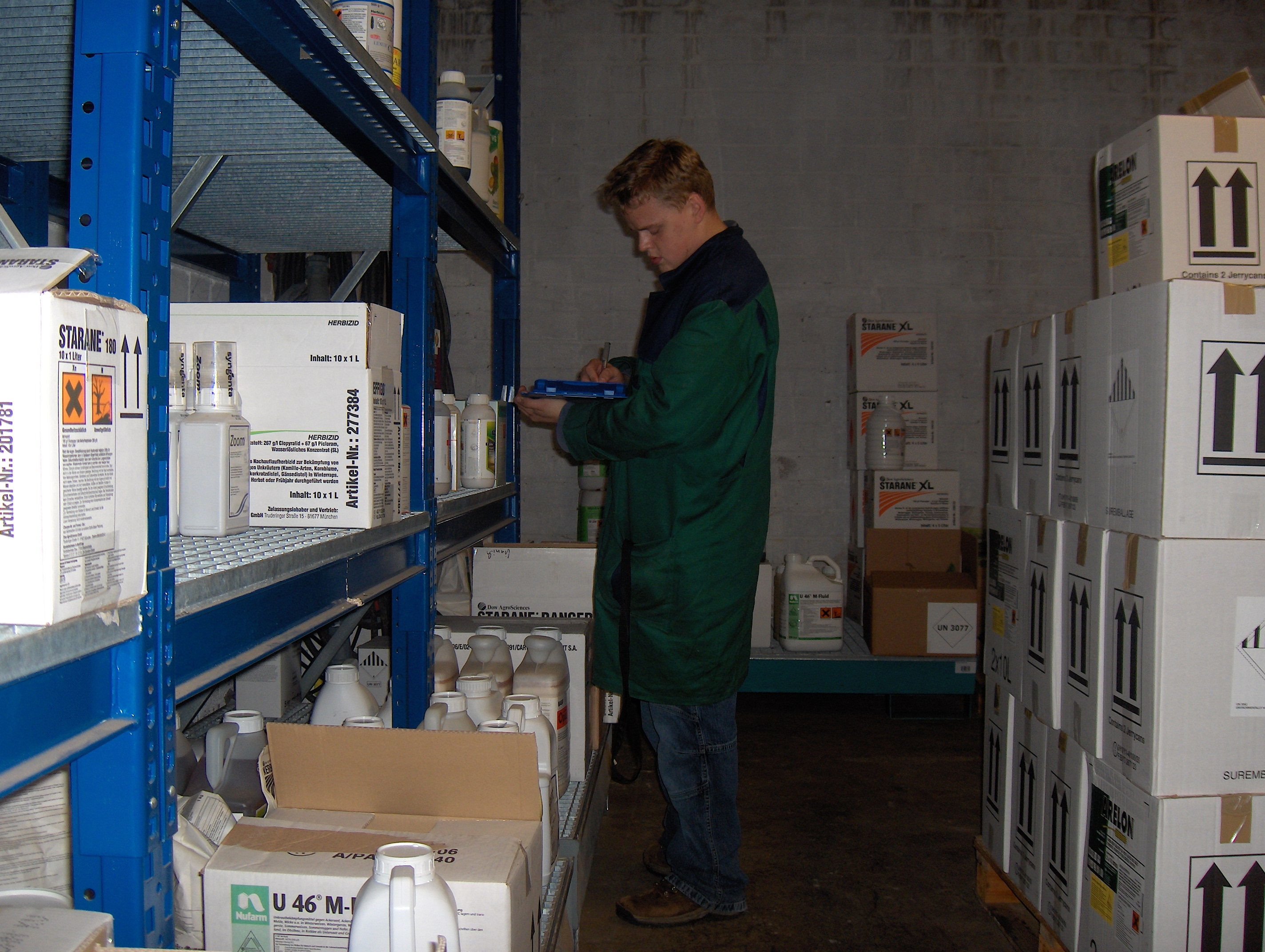
Ein Mitarbeiter beim Kommissionieren von Beizmitteln

Mit Beizen oder Beizung oder Saatgutbeizung bezeichnet man in der Land- und Forstwirtschaft sowie im Landschafts- und Gartenbau die Behandlung von Saat- und Pflanzgut mit Pflanzenschutzmitteln, um die Saat oder Pflanzung gegen Pilzbefall (Auflaufkrankheiten) und vor Schädlingen (meist Insekten oder Vögel) zu schützen, gegen die Sämlinge und Jungpflanzen besonders anfällig sind.
Getreidesaatgut wird mit Fungiziden gegen Auflaufkrankheiten gebeizt. Mais, Zuckerrüben, Raps werden dagegen auch mit Insektiziden behandelt. Beizmittel haben normalerweise eine systemische Wirkung, d. h. der Wirkstoff wird mit dem Saftstrom auch in neue Pflanzenteile transportiert.

## Geschichte
Das Beizen von Saatgut ist eine sehr alte Technik; bereits 450 vor Christus wurde Lauchsaft als Beizmittel verwendet, Ägypter, Griechen und Römer verwendeten Oliventrester, Asche, Zwiebelsud oder Zypressensaft, um Saatkörner zu desinfizieren und damit vor Krankheitserregern zu schützen. Im Mittelalter war Jauche als Beizmittel verbreitet. Ab 1660 wurde Saatgut mit Glaubersalz und Kupfer mit mäßigem Erfolg behandelt; ab 1740 kamen Kupfervitriol und Arsenpräparate und 1765 die Heißwasserbeize hinzu. Ende des 19. Jahrhunderts wurden die sehr wirksamen (allerdings auch sehr giftigen) Quecksilberbeizen entwickelt, die bis zum Verbot 1982 in Deutschland als „Universalbeizen“ galten. So wurde 1914 die Nassbeize Uspulun eingeführt, die Ende der 1920er mit der Trockenbeize Ceresan abgelöst wurde. Seit den 1970er Jahren sind weniger giftige, aber trotzdem wirksame Beizmittel der Pflanzenschutzfirmen auf dem Markt. In den 1980ern kam eine Reihe von neuen Wirkstoffen auf den Markt (1979 Bitertanol, 1980 Triadimenol, 1986 Pencycuron, 1990 Fluazinam). 1991 wurde mit Imidacloprid erstmals eine Insektizid-Beize aus der Gruppe der Neonicotinoide eingeführt.

## Wirkstoffe
Neben Getreide-, Mais- und Rapssaatgut werden auch Kartoffelknollen und das Saatgut einiger Gemüsearten (Zwiebeln, Möhren) gebeizt.

### Getreidebeizen
Quelle:
| Beizmittel                               | Wirkstoff                                                                         | Fusarium culmorum     | Schneeschimmel        | Steinbrand/ Hartbrand | Septoria nodorum      | Stängelbrand          | Flugbrand             | Streifenkrankheit     | Typhula-Fäule         | Netzflecken           | Schwarzbeinigkeit     |
| ---------------------------------------- | --------------------------------------------------------------------------------- | --------------------- | --------------------- | --------------------- | --------------------- | --------------------- | --------------------- | --------------------- | --------------------- | --------------------- | --------------------- |
| Universalbeizen                          |                                                                                   |                       |                       |                       |                       |                       |                       |                       |                       |                       |                       |
| EfA                                      | Fluoxastrobin 37,5 g/l Prothioconazol 25 g/l Tebuconazol 3,5 g/l Triazoxid 10 g/l | ja                    | ja                    | ja                    | ja                    | ja                    | ja                    | ja                    |                       | ja                    |                       |
| Orius Universal                          | Tebuconazol 15 g/l Prochloraz 60 g/l                                              | ja                    | ja                    | ja                    | ja                    | ja                    | ja                    | ja                    |                       |                       |                       |
| Landor CT                                | Tebuconazol 5 g/l Difenoconazol 20 g/l Fludioxonil 25 g/l                         | ja                    | ja                    | ja                    | ja                    | ja                    | ja                    | ja                    |                       |                       |                       |
| Rubin TT                                 | Prochloraz 38,6 g/l Pyrimethanil 42 g/l Triticonazol 25 g/l                       | ja                    | ja                    | ja                    | Nebenwirkung          | ja                    | ja                    | ja                    |                       | Nebenwirkung          |                       |
| (keine Zulassung)                        | Sedaxan 50 g/l Difenoconazol 25 g/l Fludioxonil 25 g/l                            | ja                    | ja                    | ja                    | ja                    | ja                    | ja                    | ja                    | ja                    |                       |                       |
| Beizmittel für Weizen, Roggen, Triticale |                                                                                   |                       |                       |                       |                       |                       |                       |                       |                       |                       |                       |
| Arena C                                  | Tebuconazol 5 g/l Fludioxonil 25 g/l                                              | ja                    | ja                    | ja                    | ja                    | ja                    | ja                    |                       |                       |                       |                       |
| Celest                                   | Fludioxonil 25 g/l                                                                | ja                    | ja                    | ja                    | ja                    | ja                    |                       |                       |                       |                       |                       |
| Cerall (biologisch)                      | Pseudomonas chloraphis 200 g/l                                                    | ja                    |                       | ja                    | ja                    |                       |                       |                       |                       |                       |                       |
| Beizmittel für Gerste                    |                                                                                   |                       |                       |                       |                       |                       |                       |                       |                       |                       |                       |
| Baytan UFB                               | Triadimenol 75 g/l Imazalil 10 g/l Fuberidazol 9 g/l                              |                       |                       |                       |                       |                       | ja                    | ja                    | ja                    | ja                    |                       |
| Cedomon (biologisch)                     | Pseudomonas chloraphis 100 g/l                                                    | ja                    |                       |                       |                       |                       |                       | ja                    |                       | ja                    |                       |
| ja G                                     | Cyproconazol 5 g/l Imazalil 26,6 g/l                                              |                       |                       |                       |                       |                       | ja                    | ja                    | Nebenwirkung          |                       |                       |
| Spezialbeizen                            |                                                                                   |                       |                       |                       |                       |                       |                       |                       |                       |                       |                       |
| Latitude                                 | Silthiofam 125 g/l                                                                |                       |                       |                       |                       |                       |                       |                       |                       |                       | ja                    |
| Contur plus                              | Cyfluthrin 125 g/l                                                                | Brachfliege in Weizen | Brachfliege in Weizen | Brachfliege in Weizen | Brachfliege in Weizen | Brachfliege in Weizen | Brachfliege in Weizen | Brachfliege in Weizen | Brachfliege in Weizen | Brachfliege in Weizen | Brachfliege in Weizen |
| (keine Zulassung)                        | Cypermethrin 100 g/l                                                              | Brachfliege in Weizen | Brachfliege in Weizen | Brachfliege in Weizen | Brachfliege in Weizen | Brachfliege in Weizen | Brachfliege in Weizen | Brachfliege in Weizen | Brachfliege in Weizen | Brachfliege in Weizen | Brachfliege in Weizen |

### Maisbeizen
Quelle:
| Wirkstoff                                                    | Auflaufkrankheiten: Fusarium-, Pythium- und Rhizoctonia-Arten | Repellent gegen Vögel | Fritfliege | Drahtwurm | Westlicher Maiswurzelbohrer |
| ------------------------------------------------------------ | ------------------------------------------------------------- | --------------------- | ---------- | --------- | --------------------------- |
| Thiram                                                       | ja                                                            |                       |            |           |                             |
| Ziram                                                        | ja                                                            | ja                    |            |           |                             |
| Fludioxonil + Metalaxyl                                      | ja                                                            |                       |            |           |                             |
| Methiocarb                                                   |                                                               | ja                    | ja         |           |                             |
| Neonicotinoide (Clothianidin, Imidacloprid und Thiamethoxam) |                                                               |                       | ja         | ja        | ja                          |

### Rapsbeizen
Quelle:
| Wirkstoff          | Wirkstoff                 | Auflaufkrankheiten: Alternaria, Fusarium, Phoma lingam | Falscher Mehltau | Großer Rapserdfloh | Kleine Kohlfliege |
| ------------------ | ------------------------- | ------------------------------------------------------ | ---------------- | ------------------ | ----------------- |
| Thiram (TMTD)      | Thiram (TMTD)             | ja                                                     |                  |                    |                   |
| Dimethomorph (DMM) | Dimethomorph (DMM)        |                                                        | ja               |                    |                   |
| Neonicotinoide     | Clothianidin + Cyfluthrin |                                                        |                  | ja                 | ja                |
| Neonicotinoide     | Imidacloprid + Cyfluthrin |                                                        |                  | ja                 |                   |
| Neonicotinoide     | Thiamethoxam              |                                                        |                  | ja                 |                   |

## Formulierung
Die am häufigsten verwendeten Beizmitteltypen sind die Trockenbeize (DS), die Feuchtbeize (LS) und die Suspensionsbeize (FS). Die Trockenbeizen werden zunehmend wegen ihrer Staubentwicklung und der erhöhten Abriebverluste durch Feucht- und Flüssigbeizen ersetzt.

## Auffällige Färbung
Getreide- und Maissaatgut werden oft gegen Vogelfraß vergällt und auffällig gefärbt, um auch die versehentliche Verwendung als Futter oder zu Nahrungszwecken zu verhindern. Diese Färbung dient nicht nur als Abschreckung für Vögel, sondern auch als visueller Hinweis für Menschen, dass das Saatgut behandelt wurde und nicht für den Verzehr geeignet ist. Die Farben können je nach Hersteller und Art des Beizmittels variieren.

## Pillieren

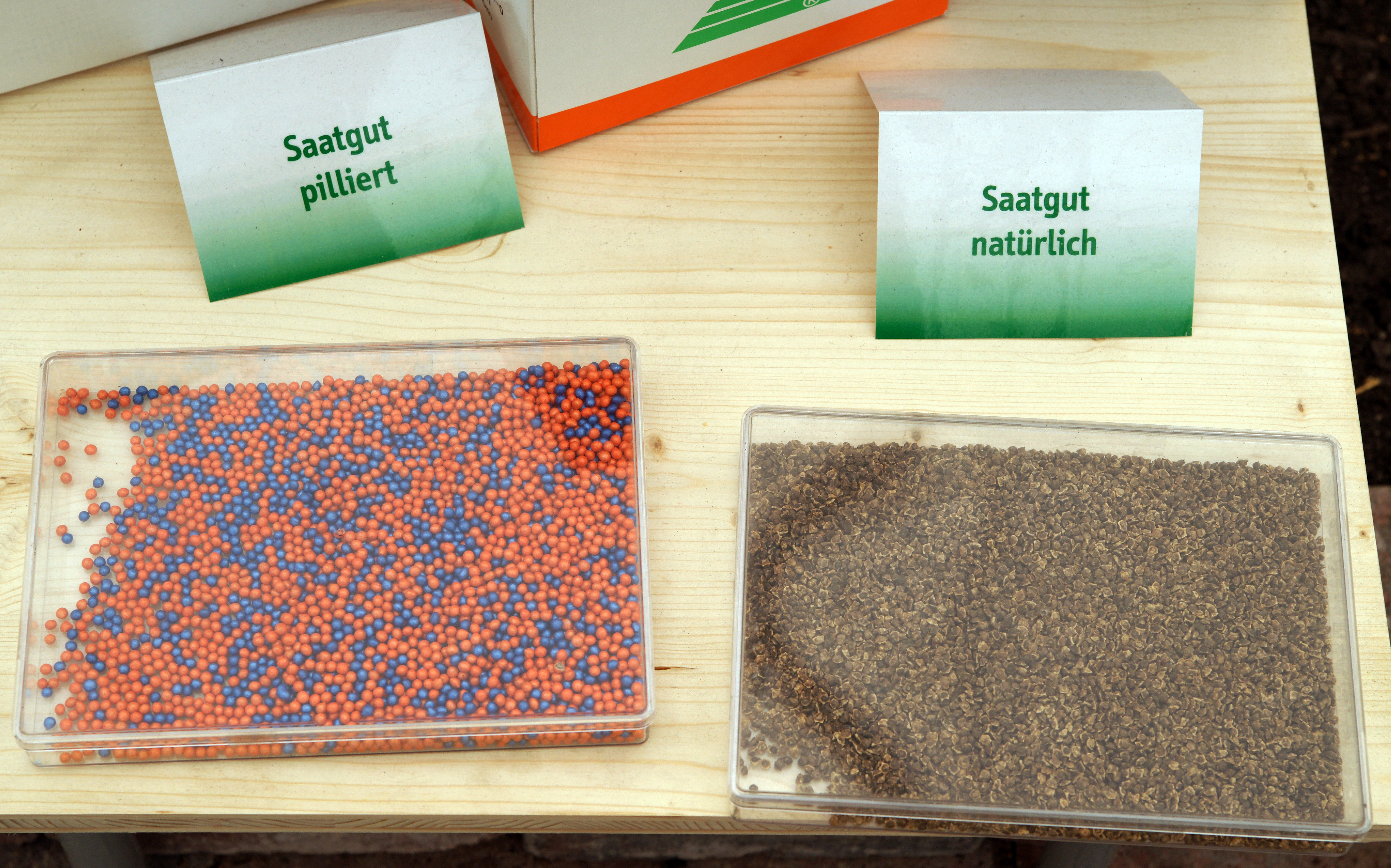
Zuckerrübensaatgut pilliert (links) und natürlich (rechts)

Eine Sonderform des Beizens ist das Pillieren; dabei wird das Saatgut mit einer Kunststoffumhüllung aus Pflanzenschutzmitteln und Dünger umgeben, sodass jedes Saatkorn ein einheitliches Gewicht und eine einheitliche Größe hat. Pilliertes Saatgut für die Einzelkornsaat erlaubt beispielsweise bei Zuckerrüben, das arbeitsaufwändige Hacken zum Vereinzeln der Rüben im Frühjahr einzusparen. Das Verfahren gilt als arbeits- und mittelsparend, diese Sparsamkeit ist aber nicht mit Umweltverträglichkeit gleichzusetzen.
Die Anwendung von Pflanzenschutzmitteln (PSM) in der Pillierung ist deutlich sparsamer und vor allem umweltverträglicher weil die PSM NUR am Wirkort eingesetzt werden. Bei 100.000 Pillen (Ø4,5 mm)/10.000 m²  entspricht die behandelte Fläche  45 m²/10.000 m². Damit bleiben 99,955 % der Fläche unbehandelt.